# Hińczowa Szczerbina
Hińczowa Szczerbina (niem. Hinzenseekerbe, słow. Hincova štrbina, węg. Hincó-tavi-csorba, ok. 2355 m) – przełączka w głównej grani Tatr na granicy polsko-słowackiej. Znajduje się w Wołowym Grzbiecie (Volí chrbát) pomiędzy Hińczową Turnią (Hincova veža, 2372 m) na północnym zachodzie (Hincova veža, 2372 m) a Hińczową Turniczką (Hincova vežička, ok. 2360 m) na południowym wschodzie. Znajduje się nad Czarnostawiańskim Kotłem po polskiej stronie i słowacką Doliną Hińczową.
Na północny wschód z Hińczowej Przełączki opada stroma depresja o wysokości kilkudziesięciu metrów. W dolnej części łączy się ona z depresją Hińczowej Przehyby i obydwie uchodzą do wielkiego komina wcinającego się w północne ściany Hińczowej Turni. Na południowy zachód opada spod szczerbiny szeroka depresja poderwana ścianką o wysokości kilkudziesięciu metrów. Ścianka ta łączy się ze ścianą Hińczowej Turni.
Nazwę przełączce nadał Władysław Cywiński.

## Drogi wspinaczkowe
1. Od północnego wschodu, od „Północnej obwodnicy”; II w skali UIAA, czas przejścia 15 min,
2. Od południowego zachodu, ze Ścieżki Obejściowej; warianty od 0+ do III, 15 min[2].

Wszystkie warianty tych dróg przechodzone były przez taterników schodzących z Wołowego Grzbietu do Morskiego Oka.

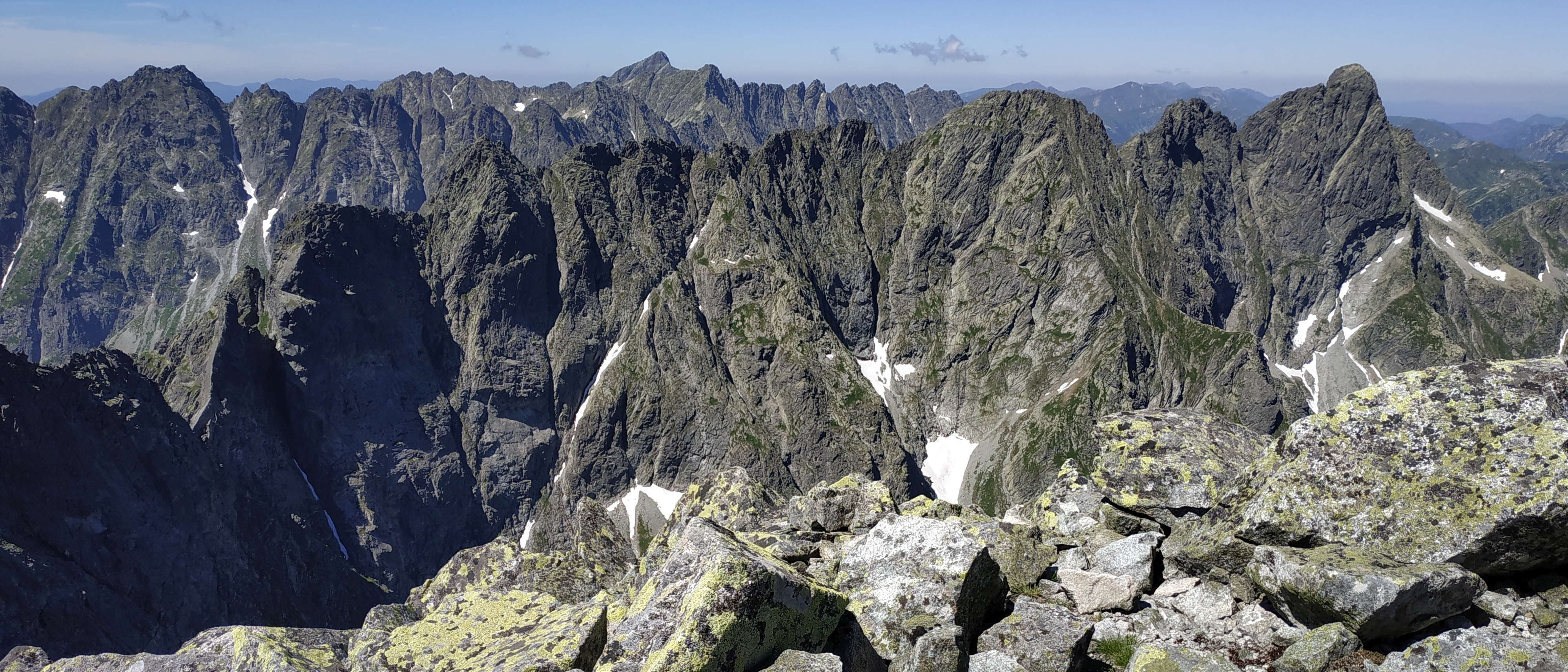
Widok z Rysów. Wołowy Grzbiet i Mięguszowieckie Szczyty na pierwszym planie